# Осташево (Поморське воєводство)
Осташево (пол. Ostaszewo, нім. Schöneberg) — село в Польщі, у гміні Осташево Новодворського повіту Поморського воєводства.
Населення — 990 осіб (2011).
У 1975-1998 роках село належало до Ельблонзького воєводства.

## Демографія
Демографічна структура станом на 31 березня 2011 року:
|          | Загалом | Допрацездатний вік | Працездатний вік | Постпрацездатний вік |
| -------- | ------- | ------------------ | ---------------- | -------------------- |
| Чоловіки | 500     | 93                 | 357              | 50                   |
| Жінки    | 490     | 95                 | 294              | 101                  |
| Разом    | 990     | 188                | 651              | 151                  |